# 옙 RB
옙 RB(Yepp RB, YP-RB)는 삼성전자에서 2010년 6월 2일에 출시한 포터블 미디어 플레이어이다.